# Stanwellia media
Stanwellia media is een spinnensoort in de taxonomische indeling van de bruine klapdeurspinnen (Nemesiidae).
Stanwellia media werd in 1968 beschreven door Forster.